# 지중해집도마뱀붙이
지중해집도마뱀붙이(Mediterranean house gecko)는 세계 곳곳에 퍼진, 지중해에 흔히 서식하는 작은 도마뱀붙이의 일종이다. 이 도마뱀붙이는 흔히 종명을 따라 터키도마뱀붙이(Turkish gecko), 밤에 나타나서 달도마뱀(Moon Lizard)이라고도 불린다. 아시아에 주로 분포하는 집도마뱀붙이와는 다르다.
포르투갈에서 행해진 연구는 이 녀석들이 완전히 야행성이며, 새벽 2시에 제일 활발하다는 것을 밝혔다. 이 녀석들은 충식동물(en:Insectivore)이며, 몸길이가 15 센티미터 (5.9 in) 정도까지 자라며, 큼지막한 눈에는 눈꺼풀이 없고, 동공은 타원형이며, 황갈색 피부 위에는 검은 점이 점점이 나있고, 대개 꼬리에 줄무늬가 나있다. 아랫배와 밑부분은 살짝 반투명하다. 이 녀석들이 퍼진 나라들에서는, 서식지도 서식지인데다 크기가 작아서 토착 동물들의 개체수를 거의 위협하지 않아 침입종으로 간주되지 않는다.
지중해집도마뱀붙이의 분포는 세계 곳곳에서 늘어나고 있다. 그 비결은 퍼진 곳에 포식자가 별로 없고, 이 녀석들이 주택의 벽 내부 같은 보이지 않는 구석에 은신하는 경향이 있으며, 다른 수많은 파충류와는 달리 살충제 내성이 강하기 때문인 것 같다. 인류의 거주지를 선호하는 경향 덕택에 설치류처럼 폭증할 수 있었다. 터키, 키프로스와 같은 몇몇 동지중해 국가들에서는 성질이 유순하기 때문에 이 녀석들을 해하는 것이 터부시되며 흔히 애완동물로 길러진다.

## 형태

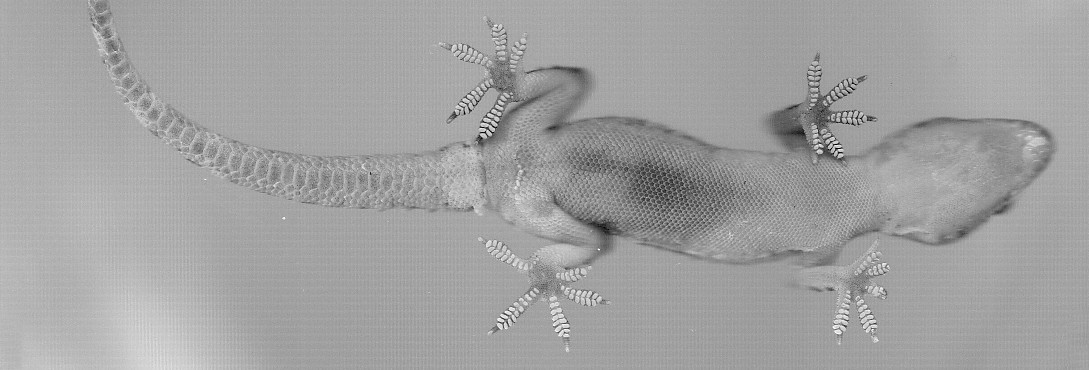
지중해집도마뱀붙이의 밑부분 주사 형상. 피부와 발바닥을 세밀하게 관찰할 수 있다.

주둥이는 둥그스름하고, 길이는 눈과 귓구멍 사이의 거리와 비슷하며, 밑동 단면은 지름 1.25에서 1.3의 타원형이다; 이마는 살짝 오목하고, 귓구멍은 비스듬한 타원형이며 크기는 눈의 지름의 절반에 이른다. 몸과 사지의 굵기는 평범하다. 발가락의 길이는 제각각이고, 안쪽 발가락은 잘 발달되어있다. 안쪽 발가락 밑에 6-8개, 네 번째 발가락 밑에 9-11개의 박판(en:lamellae)이 있다. 머리 앞에는 큰 요철 모양 비늘이, 뒤에는 작은 요철 모양 비늘과 둥그스름한 결절이 섞여 돋아있다. 주둥이비늘(en:Rostral scale)은 사각형이고, 너비는 높이의 두 배가 안 되며, 가운데는 위로 갈라져있다; 턱비늘(en:mental scale)은 크고, 삼각형이며, 인접한 입술비늘의 두 배 이상 길고, 턱비늘의 모서리는 턱큰비늘(en:Chinshield)쌍 가운데를 향하는데, 턱큰비늘과 턱비늘은 맞닿을 수 있다. 큰 턱큰비늘 쌍 양 옆에 작은 턱큰비늘이 돋아나있다. 몸의 윗부분은 결절 사이의 공간의 크기보다 크고, 타원형에 가깝고, 삼면체형인 큰 결절이 머리쪽에서 꼬리쪽으로 14 개나 16 개씩 꽤나 고른 가로지르는 열들을 이루며 작은 요철 모양(granular) 비늘과 섞여 돋아있다. 복부의 비늘은 작고 부드럽고 둥그스름한 사각형이며 서로 겹쳐져있다. 수컷은 4 - 10 개, 드물게는 2개의 항문전공(preanal pores)이 열을 이루고 있다. 꼬리는 원통형이고, 살짝 쳐져있으며, 점점 가늘어지고, 윗부분은 작은 비늘과 큰 용골진(keeled) 결절이 모인 가로지르는 열들로 뒤덮여있으며, 밑부분은 가로로 늘어난 판 모양의 비늘로 뒤덮여있다. 윗부분의 체색은 밝은 갈색이나 회색 바탕에 좀 더 어두운 색이 점점이 찍혀있는 모양새다; 대부분의 결절은 흰색이다. 어두운 색이 점점히 찍힌 부분 말고는 완전히 반투명하다. 어떤 개체들은 색이 좀 더 짙다. 달아날 때는 어두운 곳을 찾는다. 혼자 살거나, 2 - 5 마리씩 뭉쳐 지낸다.

## 분포

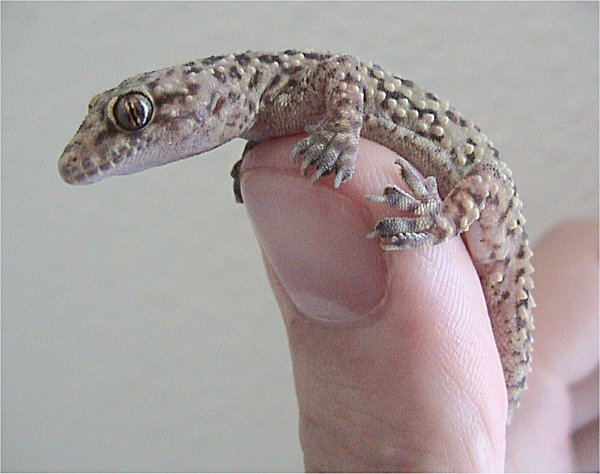
사람 손에 핸들링되는 개체

지중해 원산의 "지중해 게코"는 세계에서 제일 널리 퍼진 도마뱀붙이 중 하나이며, 원산지에서 멀리 떨어진 곳에 여기저기 자리잡아서, 멸종위기에 처할 걱정이 없다. 이 녀석들은 포르투갈, 프랑스, 엘바&람페두사섬과 이탈리아, 이스라엘, 알바니아, 그리스, 몰타, 마케도니아, 이스트리아 서부를 제외한 크로아티아 해안지역, 체코의 모라바&체코령 실레시아의 따뜻한 지역, 보스니아 헤르체고비나, 아드리아해의 섬들, 몬테네그로 해안가, 알바니아 해안가, 사이프러스, 터키, 모로코 북부, 알제리, 튀니지, 요르단, 시리아, 리비아, 이집트, 레바논, 예멘 북부의 소코트라 군도, 소말리아, 에리트레아, 이란 남부, 이라크, 오만, 카타르, 파키스탄, 인도, 발레아레스 제도의 아다야 그란데 섬, 카나리아 제도의 그란카나리아&테네리페섬, 파나마, 푸에르토리코, 벨리즈, 멕시코의 바하칼리포르니아&치와와&두랑고&누에보레온&유카탄반도, 쿠바 등의 지중해성 기후를 지닌 국가에 퍼졌다. I미국 남부 (루이지애나, 앨라배마, 텍사스, 애리조나, 플로리다, 캘리포니아, 아칸소, 미시시피, 사우스캐롤라이나, 조지아, 오클라호마, 버지니아, 메릴랜드, 네바다, 뉴멕시코, 캔자스, 테네시, 노스캐롤라이나, 미주리)에도 퍼져나갔으며, 때때로 북쪽으로는 오하이오에서도 발견된다.

## 습성
지중해집도마뱀붙이는 마치 새의 지저귐처럼 높은 음으로 또렷하게 짖는데, 대개 자기 영역을 주장하기 위함이다. 이 녀석들은 나방과 작은 바퀴벌레를 게걸스레 먹어치우며, 빛에 이끌리는 벌레들을 잡아먹기 위해 광원으로 향한다. 짝을 찾아 울어제끼는 Gryllodes supplicans(희시무루귀뚜라미(en:Gryllodes sigillatus)와 같은 속) 수컷이 굴에서 멀리 떨어진 안전한 곳에 있더라도, 수컷의 울음소리에 이끌리는 암컷 귀뚜라미가 굴 근처를 지나가다 먹힐 수 있다.

## 참고 문서
- 이탈리아의 파충류의 목록(영어판)

## 메모
1. 1 2  http://www.iucnredlist.org/details/157261/0
2. ↑  Mateus, O. & Jacinto, J.J. (2002): Contribution to the study of Hemidactylus turcicus (Reptilia, Gekkonidae): rhythms of activity and microhabitat in Évora, Portugal. P. 136, in S.P.H. [Sociedade Portuguesa de Herpetologia] & A.H.E. [Associación Herpetológica Española] (coord.) Livro de resumos do VII Congresso Luso-espanhol de Herpetologia / XI Congreso Español de Herpetologia. S.P.H. & A.H.E.. Évora, Portugal.
3. ↑  Boulenger, G. A. (1890) Fauna of British India. Reptilia and Batrachia.
4. 1 2  http://www.texasinvasives.org/animal_database/detail.php?symbol=17
5. ↑  Matthews, Robert W.; Matthews, Janice R. (2009). 《Insect Behavior》. Springer Science & Business Media. 314–319쪽. ISBN 978-90-481-2389-6.